# Storia di Cosenza
La storia di Cosenza, riporta le principali vicende storiche relative al comune di Cosenza, capoluogo dell'omonima provincia, e città della Calabria, sita lungo la Valle del Crati.

## Origini ed epoca bruzia
(Appio Claudio Cieco)

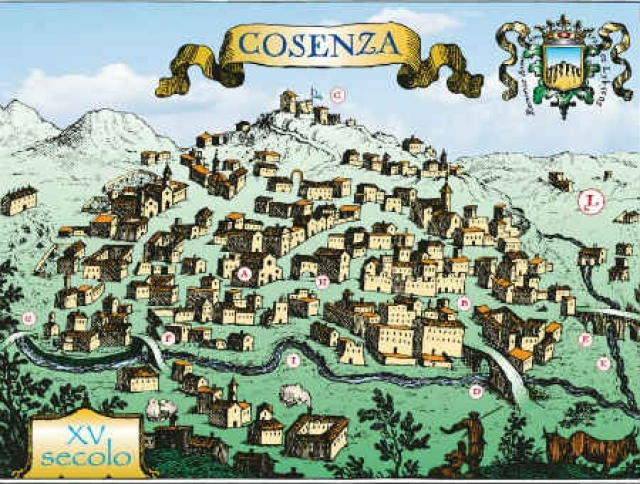
Dipinto raffigurante Cosenza del XV secolo

Le origini della città, abbastanza nebulose, risalgono probabilmente all'VIII secolo a.C., epoca in cui sul suo territorio sorgeva il villaggio italico di Kos ("Kossa" nell'elenco delle città situate in Calabria compilato nel V secolo a.C. dallo storico greco Ecateo di Mileto, Ecat. FGrHist 1 FF 64-71), di cui sono arrivate a noi alcune monete, conservate al British Museum di Londra, risalenti almeno al 420 a.C.; successivamente la città si affaccerà definitivamente alla storia intorno IV secolo a.C., momento in cui il luogo era divenuto di importanza strategica per i Bruzi, che la conquistarono e ne fecero la loro capitale, da quello che si evince nel testo 3 - Strabone, Geografia, VI, 1, 4: l'origine del popolo dei Brettii (F. Lassère, Strabon. Géographie, Tome III (Livres V et VI), Paris 1967); è improbabile che i Bruzi, che parlavano osco, abbiano dato alla città nel 356 a.C. il nome di "Consentia", che è latino (molto probabilmente mantennero l'originale nome di Cosa o Cossa) e che quindi le venne dato dai Romani, con riferimento al "consenso" dei Bruzi a confederarsi e/o al "consensum" dei due fiumi, ovvero alla loro confluenza; in ogni caso, alla Confoederatio Brutia aderirono tutte le altre città e villaggi bruzi, oltre ad essere riconosciuta anche dai Lucani, costretti a firmare un trattato di pace detto "di donna Brettia", che in futuro divenne una vera alleanza fra i due popoli.
Consentia, dunque si presentava, durante la massima espansione dei Bretti, come una città fortificata e temuta, sviluppata e prospera al punto di essere definita "metropoli" e capitale di un vasto territorio che si espandeva a nord fino all'entroterra delle Basilicata e Puglia ed a sud, fino all'aspromonte. controllando sia la costa ionica che tirrenica centro settentrionale della Calabria e quasi tutte le città della Magna Grecia calabra, che una dopo l'altra caddero sotto i continui attacchi dei Bruzi. Infatti a nulla valsero gli aiuti di Dionisio prima e successivamente di Alessandro I d'Epiro detto il Molosso zio di Alessandro Magno; quest'ultimo in effetti riuscì a conquistare Consentia, ma morì poi in battaglia nel 331 a.C. nelle vicinanze, a Pandosia.
Consentia cade ancora nel 275 a.C., quando la confederazione Bruzia si alleò con Pirro re d'Epiro nella guerra contro Roma, ma fu risparmiata e addirittura nominata città della Repubblica romana lasciando intatto il suo ruolo di capitale bruzia.

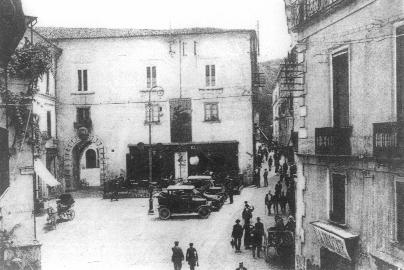
Piazza Parrasio (centro storico) in una foto d'epoca

La voglia di libertà, di autonomia, la fierezza e l'attitudine alla guerra dei bretti porto, però, a numerose rivolte contro Roma, tra cui sino di rilevante importanza quelle del 218 a.C., quando si allearono con Annibale durante la seconda guerra punica, e quella dal 73 a.C. al 71 a.C., allorquando i bretti si unirono alla rivolta degli schiavi guidata da Spartaco, che nella zona di Cosenza, raccolse in breve tempo ingenti truppe.
A seguito di questi accadimenti Roma tolse a Consentia lo stato di città della repubblica romana, sciolse la lega dei Bruzi, levandole dunque lo stato di capitale, e ne espropriò le terre, facendola diventare semplicemente colonia romana.
Della città di epoca ellenistica restano pochi resti a causa della continuità di vita del suo centro storico: blocchi parallelepipedi di arenaria locale pertinenti alla Rocca Brettia sono visibili in vari punti della città, resti di un vasto edificio monumentale con soglia d'ingresso a piazzetta Antonio Toscano, resti di case al di sotto dell'ex Seminario Arcivescovile e del Palazzo Sersale.
Al di sopra della capitale dei Brettii fu edificata la colonia romana.

## Epoca romana
Cupi a notte canti suonano Da Cosenza su 'l Busento, Cupo il fiume gli rimormora Dal suo gorgo sonnolento. Su e giù pe 'l fiume passano E ripassano ombre lente: Alarico i Goti piangono Il gran morto di lor gente. Ah sì presto e da la patria Così lungi avrà riposo, Mentre ancor bionda per gli omeri Va la chioma al poderoso! Dal Busento ecco si schierano Su le sponde i Goti a pruova, E dal corso usato il piegano Dischiudendo una via nuova. Dove l'onde pria muggivano, Cavan, cavano la terra; E profondo il corpo calano, A cavallo, armato in guerra. Lui di terra anche ricoprono E gli arnesi d'or lucenti; De l'eroe crescan su l'umida Fossa l'erbe dei torrenti! Poi, ridotto ai noti tramiti, Il Busento lasciò l'onde Per l'antico letto valide Spumeggiar tra le due sponde. Cantò allora un coro d'uomini: Dormi, o re, nella tua gloria! Man romano mai non violi La tua tomba e la memoria! Cantò, e lungo il canto udivasi Per le schiere gote errare: Recal tu, Busento rapido, Recal tu da mare a mare.

(August Graf von Platen, 1820)

(tradotta in italiano da Giosuè Carducci)
Sotto la dominazione romana, Cosenza divenne una stazione della Via Capua-Rhegium, meglio nota come via Popilia (o via Annia) la via che congiungeva Roma alla Sicilia. Durante la guerra civile tra Pompeo e Cesare, Cosenza si schierò con la fazione di Cesare, e quindi fu assediata per ordine di Pompeo dai soldati arrivati dalla Sicilia. Appiano Alessandrino delineò gli avvenimenti che si compirono a Cosenza in quel periodo:
Nel 29 a.C. Consentia diventa colonia sotto Augusto, il quale le concesse nuovamente la cittadinanza romana dopo essersi assicurato della totale resa dei Bretti e ne delimitò i confini con l'assegnazione del suo agro in duecento iugeri. Nel Liber Coloniarum di Frontino si attesta:
Da quel momento Consentia cambia connotazione, e da bellica e fortificata si trasforma in una fiorente città a connotazione commerciale e culturale. Nel 304, Massimiano, imperatore romano, si stabilisce a Consentia per far fronte ad una rivolta di ordine religioso. Con l'eliminazione di Bulla, iniziò il martirio dei cristiani nel capoluogo bruzio, che vide numerosi suoi figli martiri tra cui san Dionigi e san Callisto. Nel 313 con l'editto di Milano il Cristianesimo esce dalla clandestinità. Per un secolo Consentia vive nel benessere, nella pace e nello splendore, finché Alarico re dei Visigoti non la invade subito dopo aver perpetrato il Sacco di Roma del 24 agosto 410. Durante l'invasione, nei pressi della città nel 410, Alarico muore di malaria e, secondo la leggenda, fu seppellito in armatura dal suo esercito, con una parte del bottino di Roma ed il suo cavallo nel letto del fiume Busento, il quale venne momentaneamente deviato per poi essere reindirizzato nel letto naturale facendo perdere per sempre il punto preciso della sepoltura.
Sono visibili testimonianze della città romana nel centro storico: scavo di una domus in piazzetta A. Toscano, scavo di edifici termali in via S. Tommaso e Palazzo Sersale, resti delle mura di cinta in opus reticulatum.

## Medioevo

### Dai Bizantini ai Longobardi
Nel 554 l'esercito di Giustiniano sconfisse gli Ostrogoti; Narsete entrò a Consentia e con l'era bizantina la città riacquistò nuovamente il titolo capitale delle terre meridionali liberate dai bizantini. Nell'anno 568, Giustino il Giovane, nipote di Giustiniano, divenne Imperatore e Consentia venne trasformata in ducato. In questo periodo il capoluogo bruzio divenne culla di letterati, si formarono le nuove classi dirigenti e vi nacque la prima scuola musicale.
Nei secoli VIII e IX fu dominio prima longobardo, durante il quale divenne sede di Gastaldato del Principato di Salerno, e poi bizantino, conosciuta col nome di Constantia. Violentemente contesa da saraceni e longobardi, la città fu quasi distrutta e riedificata nel 988.

### Periodo Normanno-Svevo

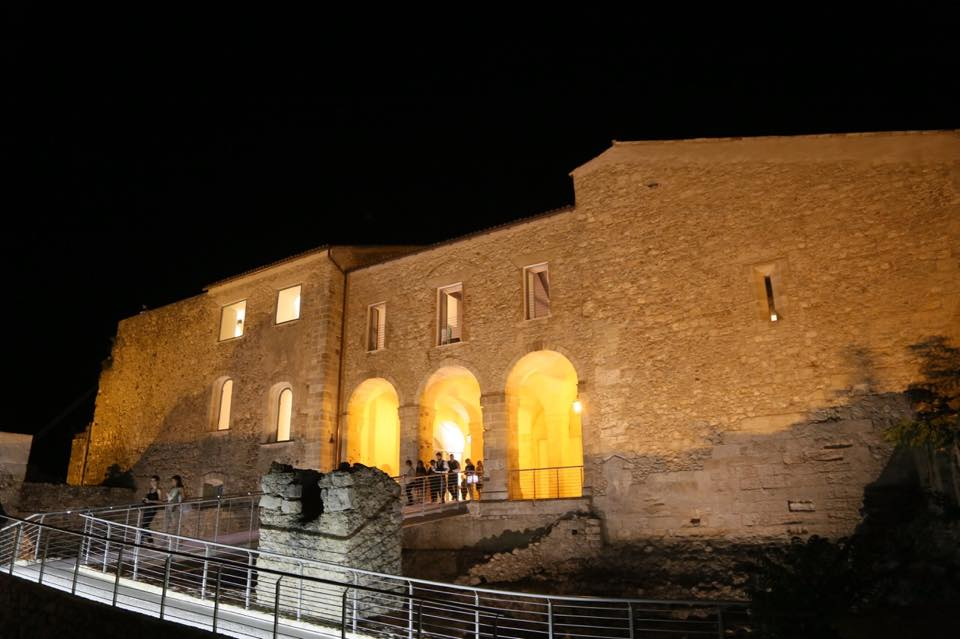
Ingresso del ristrutturato Castello Normanno-Svevo

Nel 1057 Roberto il Guiscardo diede inizio all'occupazione normanna della Calabria. Constantia fu ostile a questa nuova dominazione, tanto che in città si scatenò una ribellione che però fu presto sedata. In questo periodo divenne capitale e sede del giustizierato Val di Crati e Terra Giordana e residenza di Ruggero II, Duca di Calabria che iniziò la costruzione del Castello sui ruderi di una fortezza saracena.
Con il matrimonio tra Costanza d'Altavilla, ultima erede tra i sovrani normanni, ed Enrico VI di Hohenstaufen inizia la dominazione sveva.
Sotto Federico II di Svevia, lo "stupor mundi" che considerava Cosenza la sua sede preferita dopo Palermo e Napoli, iniziò un periodo prosperoso sia culturalmente che economicamente grazie anche all'istituzione di un'importante fiera annuale: (La fiera della Maddalena), una fase che gratificò la città di numerosi privilegi. Venne completato e consacrato il Duomo di Cosenza, nel quale fu fatto seppellire il figlio primogenito Enrico VII, nato dal matrimonio con Costanza d'Aragona, morto suicida e in contrasto con il padre che lo aveva condannato prima a morte, poi al carcere a vita, e inoltre venne ristrutturato il Castello con le due torri ottagonali.

### Periodo angioino
Dopo la morte di Federico II il passaggio dall'età Normanno - Sveva al periodo angioino non fu facile.
La città venne attanagliata dal brigantaggio e dalla miseria in virtù di un fiscalismo accentuato e da una serie di lotte intestine, pur non essendo mai stata infeudata e pur avendo conservato sempre un soddisfacente margine di autonomia grazie ai numerosi privilegi elargiti dai dominatori. Passò un secolo prima di ritrovare la tranquillità, quando, accolse Luigi III d'Angiò che, dal 1432 insieme alla moglie, Margherita di Savoia, risiedette nel castello eleggendo la città a sede dell'erede al trono di Napoli, dandole il titolo di centro del ducato di Calabria. Luigi III d'Angiò venne colpito dalla malaria, morì il 12 novembre 1434 e fu seppellito nel Duomo.

## Età moderna

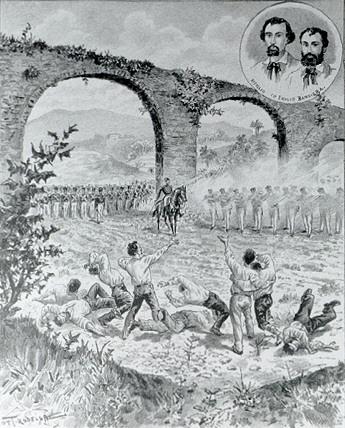
Esecuzione dei fratelli Bandiera

In seguito a lunghe e cruente guerre di successione gli Angioini furono sostituiti dagli Aragonesi che decretarono Cosenza la capitale della Calabria Citra Naethum, poi capoluogo della Calabria Citeriore che comprendeva grosso modo la provincia cosentina. Il periodo aragonese consacrò Cosenza la più importante città del reame nel campo del diritto (1494-1557). Dopo Napoli diventa la seconda città ad avere una cartografia e nel 1511 nasce l'Accademia Cosentina fondata da Aulo Giano Parrasio e portata al suo massimo splendore da Bernardino Telesio, il più grande dei cosentini illustri, definito da Francesco Bacone il primo degli uomini nuovi. In seguito viene conquistata dagli spagnoli e nonostante le ribellioni e contrasti di vario genere diviene uno dei centri più vivi della cultura meridionale. In questo periodo fiorirono ingegni di alto livello come Antonio Serra, il primo che si occupò di economia politica, Tommaso Cornelio, medico e scienziato, Pirro Schettini, poeta, Gian Vincenzo Gravina, il teorico che fondò a Roma l'Accademia dell'Arcadia.
Il XVI secolo vide un impressionante fioritura umanistica e segnò per Cosenza una rinascita intellettuale, tanto che venne definita "Atene della Calabria".
Dopo duecento anni di dominio spagnolo seguì nel 1707 quello degli austriaci e dopo la guerra di successione polacca (1738) il regno di Napoli venne assegnato a Carlo III di Borbone che governò fino all'unità d'Italia. Questo periodo venne caratterizzato da contrasti e dalla formazione di sette massoniche e giacobine. Nel 1799 molti cosentini parteciparono agli eventi turbinosi della Repubblica Partenopea, dando il loro contributo di azione e di idee sia nelle file dei sanfedisti che in quelle dei patrioti giacobini e filo-francesi.
La città di Cosenza fu visitata anche da Giacomo Casanova che ne scrisse nel suo Histoire de ma vie (Storia della mia vita):
A tavola, feci con slancio le lodi del vescovo di Martirano, ma criticai spietatamente la sua diocesi e poi tutta la Calabria, con tanto mordente che l'arcivescovo fu costretto a riderne con tutti i suoi ospiti, tra cui c'erano due signore sue parenti, che facevano gli onori di casa. La più giovane delle due donne, però, trovò troppo cattiva la satira che avevo fatto del suo paese e mi dichiarò guerra: ma la calmai dicendole che la Calabria sarebbe stato un paese adorabile se solo un quarto dei suoi abitanti fosse assomigliato a lei.
E forse per provarmi il contrario di ciò che avevo detto il vescovo diede una grande cena.
Cosenza è una città dove una persona dabbene può divertirsi: ci sono uomini ricchi, nobili titolati, belle donne e persone non prive di cultura»

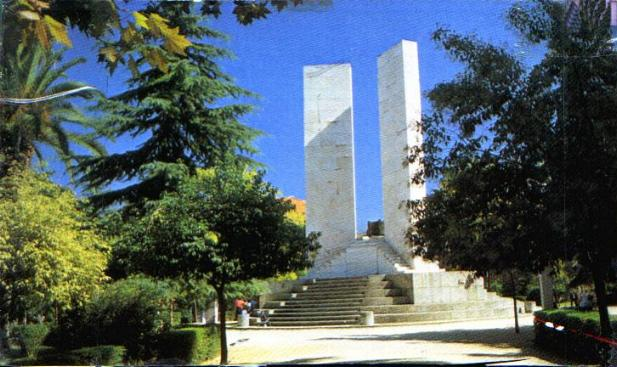
Monumento ai caduti in guerra in Piazza della Vittoria

Durante l'occupazione napoleonica la città fu contrassegnata dalla costruzione di opere pubbliche e da un orientamento anticlericale e libertario. Si svilupparono tendenze filo-francesi da parte delle classi colte nelle quali iniziava a diffondersi la Carboneria, mentre i contadini si davano al brigantaggio e si nascondevano sulle montagne silane per sfuggire alla pressione fiscale. La famiglia Zupi si schierò dalla parte dell'imperatore tradendo i Borboni regnanti, seguì uno scontro di un anno nel quale il generale dell'esercito francese Daniele Zupi Marino si nascose nelle cantine della sua villa per non essere trovato. Celebre fu il massacro dei Brazzalotto perpetrato dai francesi verso l'omonima famiglia accusata di tradimento essendo rimasti fedeli ai Borbone. Nel 1815, con il ritorno dei Borboni, Daniele Zupi Marino fu infine scovato e messo al rogo. 
In questo periodo anche a Cosenza si manifestarono movimenti liberali e patriottici: nel 1837 un gruppo di congiurati cosentini, fra cui Domenico Abate, Luigi Pullano, Raffaele Laurelli, Carlo Calvello, Nicola Lepiane, Pasquale Abate, Luigi Belmonte, e Antonio Stumpo pianificarono una insurrezione che avrebbe dovuto svolgersi con tumulti nelle carceri e con il contemporaneo arrivo dei rivoltosi. Inizialmente pianificata per il 22 di luglio, l'azione venne rimandata al 31 luglio perché si sospettava che le autorità ne fossero a conoscenza. Tuttavia, sia i carcerati che alcuni dei partecipanti non vennero a conoscenza della decisione, e i tumulti cominciarono ugualmente il 22 luglio, venendo facilmente sedati dalle autorità borboniche. Diversi dei congiurati vennero arrestati e condannati a morte, e poiché i rivoluzionari per fare insorgere la popolazione avevano accusato il governo borbonico di essere responsabile della diffusione del colera che aveva in quel momento colpito la regione, molti di loro vennero a loro volta accusati di avere causato l'epidemia per poterne incolparne le autorità.
I moti rivoluzionari più noti sono comunque quelli del 15 marzo 1844 che si conclusero con uno scontro a fuoco nel Largo dell'Intendenza tra i soldati borbonici e 21 patrioti poi condannati a morte, e dei quali ne furono giustiziati soltanto sei.
Da questa rivolta presero spunto i Fratelli Bandiera, veneziani che vennero in soccorso ai fratelli calabresi e vennero fucilati presso il Vallone di Rovito insieme ad altri 7 ufficiali il 25 luglio 1844. In seguito i cosentini parteciparono a molte vicende del Risorgimento, dalle guerre d'indipendenza fino all'impresa dei Mille. Garibaldi fu a Cosenza il 31 agosto del 1860; due mesi dopo, un plebiscito sanzionò l'annessione al Regno d'Italia.

## Età contemporanea

### Periodo fascista e dopoguerra

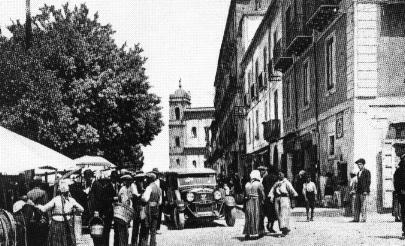
Corso Plebiscito in una foto d'epoca

Il propagandismo fascista a Cosenza si intensificò solo sul finire degli anni trenta, fino ad allora il capoluogo bruzio si era mostrato ad esso ostile. Essenzialmente i fascisti fecero sì che i più giovani fossero educati alla cultura del regime e allontanati dalla Chiesa oppositrice. Tutto ciò portò ad una nuova mentalità cittadina che la vide appoggiare il Duce nella sua idea di partecipare alla seconda Guerra mondiale, lasciatisi abbagliare dalle mire del colonialismo fascista. Mussolini arrivò in città nel 1939. La visita venne pubblicizzata e presentata in pompa magna, attirando migliaia di persone dalla provincia e dalla Calabria intera, ma che non lasciò nulla di concreto per Cosenza che non ne trasse alcun vantaggio. La visita in effetti fu, per certi versi, controproducente. Infatti nell'immediato allargò la popolarità degli oppositori che si fecero sentire su argomenti quali l'alleanza con la Germania o l'entrata in guerra dell'Italia al loro fianco. Durante la guerra Cosenza fu bombardata massicciamente solo nel 1943 dagli anglo-americani. Quell'anno Cosenza subì nuove incursioni che causarono 136 vittime, mentre la situazione socio-economica portò la città verso una catastrofica paralisi. Il 4 novembre 1943 avvenne un'insurrezione contro la prefettura del comune, che, nonostante la liberazione della città da parte degli Alleati, rimase prevalentemente fascista. Dopo la cacciata a furor di popolo del prefetto sardo Enrico Endrich, i cosentini "elessero" Fausto Gullo come nuovo prefetto e Francesco Spezzano commissario prefettizio, creando così un prefettura di stampo comunista. Gli Alleati mal tollerarono l’insurrezione e, l'indomani della rivolta, decisero di nominare prefetto di Cosenza Pietro Mancini e sindaco Francesco Vaccaro, entrambi irriducibili socialisti ma ritenuti più moderati e “affidabili” rispetto ai fulminei ed informali predecessori. Nelle elezioni del 1946, la città elesse a sindaco il democristiano Maurizio Quintieri. La città, però, continuava a vivere una situazione economica disastrata, tanto che nel 1950 le famiglie senza tetto erano 1307 e 436 quelle che vivevano in baracche.

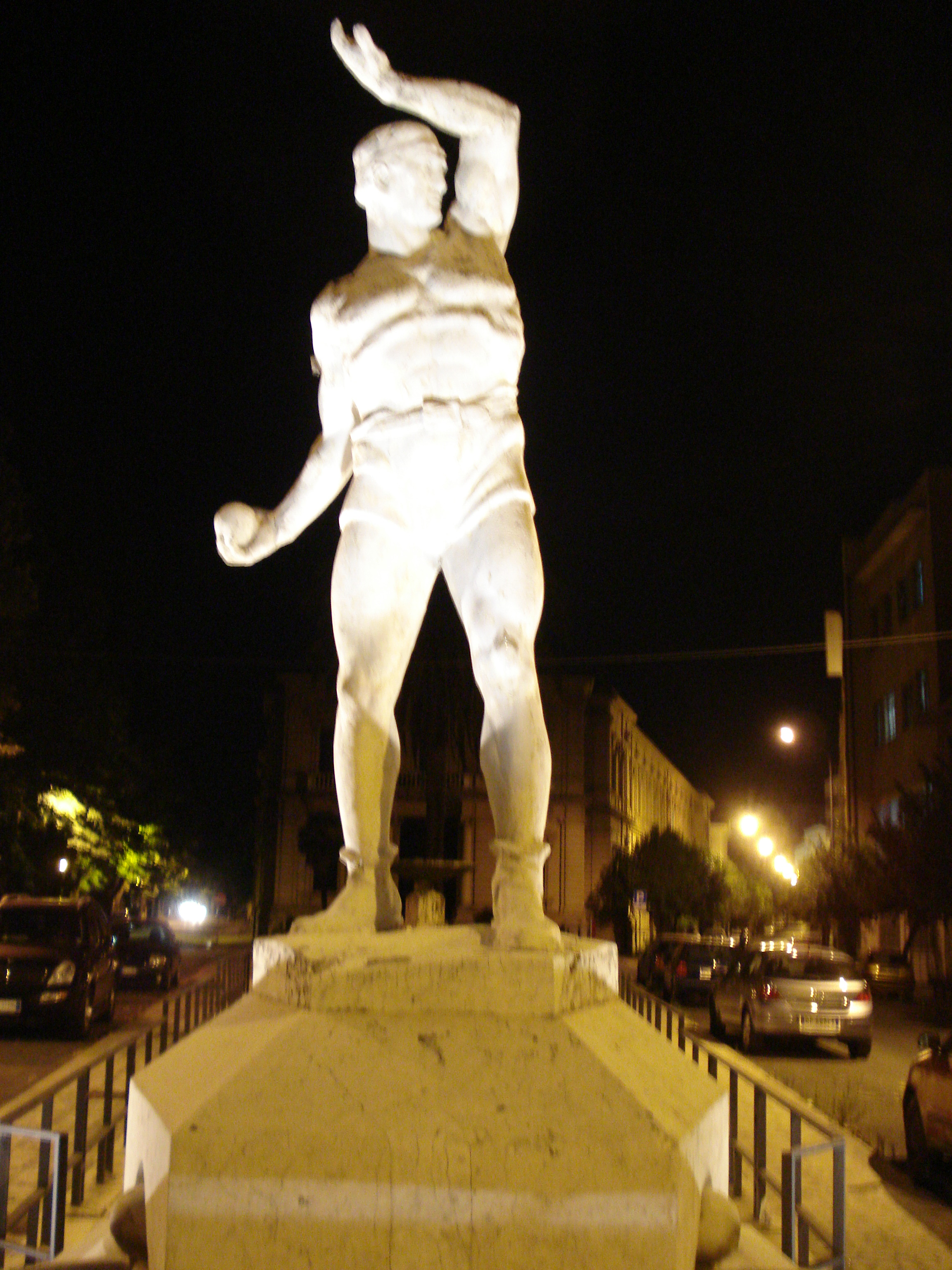
Fontana del Balilla a Piazza Crispi

### Dal dopoguerra al XXI secolo
Dal 1951 al 1961, grazie al boom economico che investì l'intera penisola, Cosenza iniziò una veloce risalita economico-finanziaria. Il decennio si caratterizzò per la notevole espansione edilizia benché la città fosse priva un piano regolatore funzionale. In questo clima la speculazione edilizia richiamò in città grossi e piccoli proprietari terrieri che, intuendo il grosso guadagno, utilizzarono i propri terreni per la costruzione della città nuova, facendo così quasi scomparire l'attività agricola cittadina. Politicamente la città era governata, quasi senza una opposizione dalla Dc. l'opposizione, di sinistra, era guidata da Giacomo Mancini, figlio di Pietro, Prefetto designato nell'immediato dopo guerra dagli inglesi. Giacomo Mancini, sotto lo pseudonimo di Gino Verità iniziò a scrivere una serie di articoli contro l'allora potere politico di palazzo dei Bruzi, suscitarono velenose polemiche nella Dc cosentina. Nel 1958 le elezioni politiche videro vincitore, Riccardo Misasi, forte anche dell'appoggio clericale cittadino.

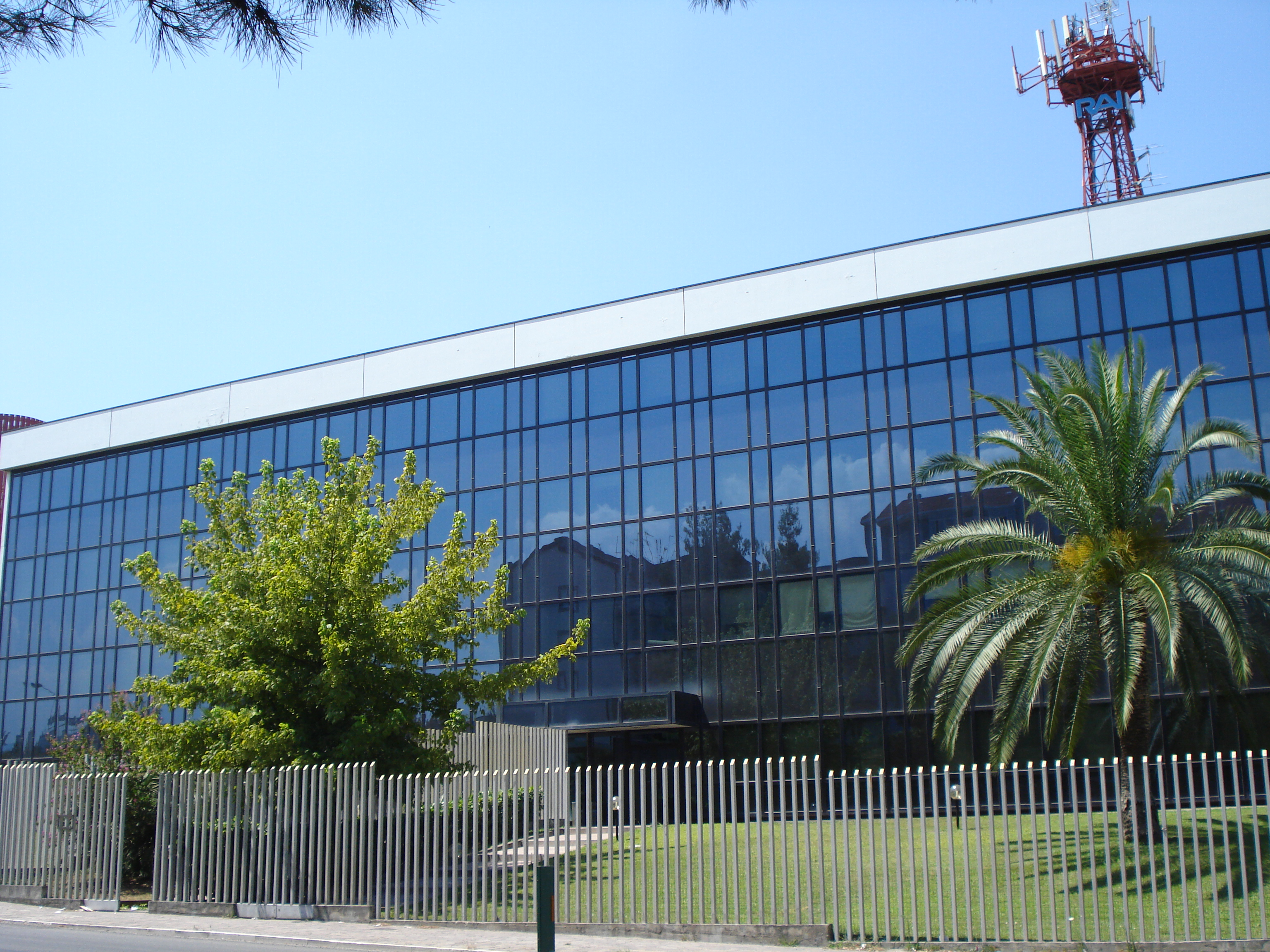
Sede RAI regionale

Nel 1971 la popolazione superò i 100.000 abitanti. Come per il resto d'Italia, nacque una giunta comunale Dc-Psi.

Cosenza, che già aveva subito una cementificazione selvaggia, quasi del tutto non regolata, vide crescere enormi quartieri staccati dal centro urbano, quasi tutti di carattere popolare e senza preoccuparsi troppo di integrarli con strade e infrastrutture. La nuova urbanizzazione cosentina portò ad una divisione classista, la quale si avverte anche nella città vecchia, in cui la storica cittadinanza si riversò nella città nuova, vendendo o affittando le vecchie dimore alle famiglie di immigrati. Si può affermare che, pur avendo risolto il problema per la quasi totalità delle famiglie senza tetto, si creo altresì, una situazione di emarginazione sociale che venne risolto, anche se non del tutto, solo 25 anni dopo, durante l'ultima amministrazione Mancini.

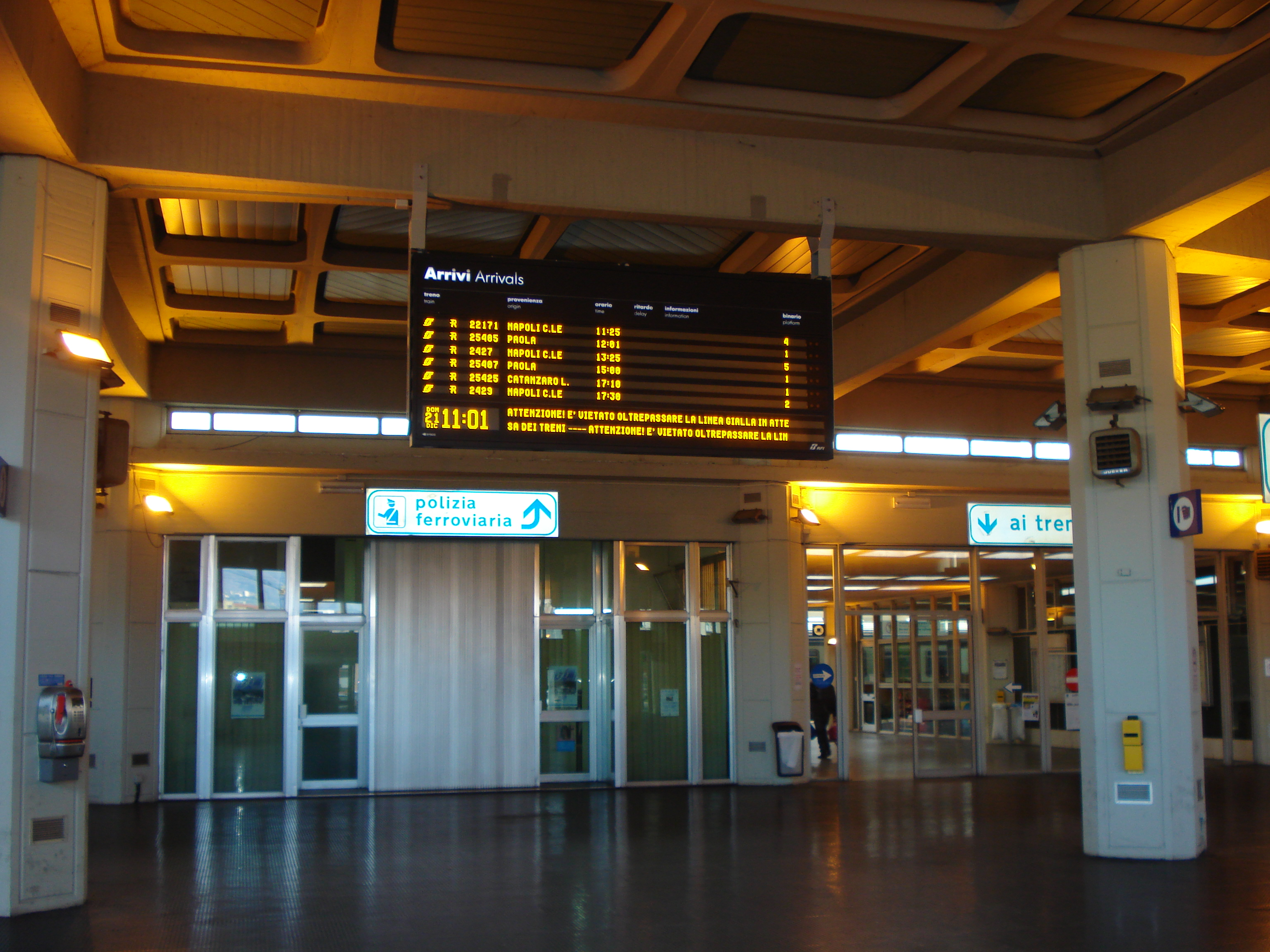
Veduta interna della stazione ferroviaria di Vaglio Lise

 Come duemila anni prima, sotto i romani, Cosenza torna ad essere un'importante stazione di una grande infrastruttura viaria del sud Italia: la Salerno-Reggio Calabria, fatta passare nei pressi della città grazie anche al contributo dell'allora Ministro dei lavori pubblici Giacomo Mancini (1964). Importante fu anche la scelta di dotare la città di importanti assi viarie, urbane ed extraurbane. Il collegamento tra lo svincolo autostradale e la superstrada Crotone-Paola; il ponte Mancini, che collegava la città nuova alla vecchia; la nuova ferrovia Cosenza-Paola e il progetto della nuova stazione ferroviaria (Stazione Vaglio Lise). Durante questo periodo di sconvolgimento urbano, nasceva l'idea di far sorgere un'università a Cosenza. La nascita dell'università della Calabria si concretizzò attraverso la firma del Decreto del 16 aprile 1971 con cui il Presidente della Repubblica Giuseppe Saragat individuava nel territorio di Cosenza l'area per la prima Università statale calabrese. L'idea era quella di impostarla sulla residenzialità di docenti e allievi e che agevolasse l'ingresso agli studenti più meritevoli ed ai meno abbienti, su una aggregazione dipartimentale della ricerca e della didattica, la prima del tipo in Italia, con corsi di laurea innovativi e legati alla realtà territoriale.
I principali progetti di edificazione e localizzazione erano due e provenivano entrambe dallo stesso partito, quello socialista. La prima corrente era quella di Francesco Principe e dell'allora Ministro alla Pubblica Istruzione Misasi, che volevano edificarla a nord del capoluogo, indirizzando così anche lo sviluppo urbano verso la cittadina di Rende nella quale venne materialmente costruita l'Università. Rende dunque iniziò ad espandersi verso Sud, trasformando le due distinte città, in un'unica area urbana senza alcuna zona di discontinuità e che sta aprendo a una lenta ma inesorabile corsa verso il comune unico. La seconda corrente, quella di Mancini, proponeva una collocazione a sud della città nella valle del fiume Savuto. Ciò avrebbe probabilmente consentito l'accentramento della città vecchia e la sua rinascita.